# Dirk Serries
Dirk Serries, anche conosciuto con gli pseudonimi Vidna Obmana (o vidnaObmana) e Fear Falls Burning (Anversa, 4 ottobre 1968), è un compositore belga.

## Biografia
Il termine Vidna Obmana, che significa "illusione ottica" in lingua serba, venne scelto dal musicista perché riteneva che rappresentasse fedelmente la sua musica. Serries mantenne quell'alias a partire dal 1984, anno del suo debutto musicale fino al 2007, anno in cui decise di abbandonarlo ufficialmente a favore di Fear Falls Burning. Durante la sua carriera, Serries ha collaborato con moltissimi artisti fra cui Asmus Tietchens, Brannan Lane, Capriolo Trifoglio, Diego Borotti, Steve Roach e Chihei Hatakeyama. Ha anche collaborato in veri e propri progetti quali Continuum (una collaborazione con Bass Communion) e Principle of Silence (una collaborazione con Joris De Backer).

## Stile musicale
La musica di Dirk Serries è stata spesso definita "anamorfica" ed "organica", e viene realizzata alterando e mettendo in loop le armonie, nonché riducendo al minimo le configurazioni da poche note. Il compositore viene spesso citato fra i rappresentanti del dark ambient.

## Discografia

### Album solisti
- The Ultimated Sign of Burning Death (1985) Therapie Organisatie
- Experience Artaud - Soundtrack for Experimental Theatre (1988), Mechanical Orchestration Music
- Deathchamber - Trancedreamed (1988) Mechanical Orchestration Music
- Gathering in frozen beauty (1989), The Decade Collection
- Near the flogging landscape (1990), VioletGlassOracle Tapes
- Refined on gentle clouds (1991), Direct Music
- Passage in Beauty (1991), Projekt
- Shadowing in Sorrow (1991),  Projekt
- Ending Mirage (1992), Projekt
- Echoing Delight (1993)
- Revealed by composed nature (1994), Hic Sunt Leones
- The Spiritual Bonding (1994) Extreme
- The Transcending Quest (1995), Amplexus
- The River of Appearance (1996), Projekt
- Twilight of Perception (1997), Projekt
- Crossing the Trail (1997), Projekt
- Landscape in obscurity (1998), Hypnos - con Capriolo Trifoglio e Diego Borotti
- The Surreal Sanctuary (2000), Hypnos
- The Contemporary Nocturne (2000), Hypnos
- Subterranean Collective (2001), Project
- Soundtrack for the Aquarium (2001), Hypnos
- Tremor (2001), Relapse/Release
- Isolation Trip/Path of Distortion (2002), Klanggalerie (7" LP)
- Spore (2003), Relapse
- Legacy (2004), Relapse

### La serieOpera for Four Fusion Works
- An Opera for Four Fusion Works
  - Act One: Echoes of Steel with Dreams in Exile (2002), Hypnos
  - Act Two: Phrasing the Air with Bill Fox (2004), Hypnos
  - Act Three: Reflection on Scale with Kenneth Kirchner (2006), Hypnos
  - Act 4 (2007), Hypnos

### Collaborazioni
Con Bass Communion
- Continuum I (2005), Soleilmoon
- the continuum recyclings, volume one (2006), Tonefloat (2LP)
- Continuum II (2007), Soleilmoon

Con i Big City Orchestra
- Vidna Obmana & Big City Orchestra (1989), Mechanical Orchestration Music

Con Serge Devadde
- The Shape of Solitude (1999), Multimood

Con Alio Die
- Echo Passage (1999), Musica Maxima Magnetica; Projekt Records (USA)

Con Brannan Lane
- Deep Unknown (2002), Ambient Circle

Con Dreams in Exile
- 2-disc re-release of The River of Appearance (1996)

Con i Klinik
- Gluttony (2005), Hands
- Greed (2006), Hands

Con Jan Marmenout
- Spirits (1999), High Gate Music

Con David Lee Myers
- Tracers (2003), Klanggalerie

Con Neurotic Youth
- Bleeding Wounds / Only Fear Will Survive (1986), Ladd-Frith

Con PBK
- Monument of Empty Colours (1988), The Decade Collection
- Compositions : Depression & Ideal (1989), Freedom in a Vacuum/PBK Recordings
- Fragment 3 (1991), N D

Con Jeff Pearce
- True Stories (1999), Mirage

Con Steve Roach
- Well of Souls (1995), Projekt – 2 discs
- Cavern of Sirens (1997), Projekt
- Ascension of Shadows (1998), Projekt
- Live Archive (2000), Groove Unlimited
- Circles & Artifacts (2000), Contemptary Harmonic
- InnerZone (2002), Projekt
- Spirit Dome (2004), Projekt
- Somewhere Else (2005), Project

Con Sam Rosenthal
- Terrace of Memories (1992), Projekt

Con Djen Ajakan Shean
- Parallel Flaming (1994), Multimood
- Still Fragments (1994), ND

Con Willem Tanke
- Variations for Organ, Keyboard and Processors (1999), Multimood

Con Asmus Tietchens
- The Shift Recyclings (2002), Soleilmoon
- Motives for Recycling (Linear Writings, Nachtstücke Revisited) (1999), Soleilmoon
- Untitled Collaboration (1995), Syrenia

Altre collaborazioni
- Zero Point (2001), The Foundry - Seofon con Thermal, Stephen Kent, Robert Rich, Steve Roach, Not Breathing
- Music for Exhibiting Water with Contents – Soundtrack for the Aquarium (1992) Antwerp ZOO
- A Thunder Orchestra / Vidna Obmana (1986), Ladd-Frith

### Antologie
- Noise/Drone Anthology 1984-1989 (2005), Ikon/Projekt
- Anthology 1984 - 2004 (2004), Ikon/Projekt
- Memories Compiled 2 (Near the flogging landscape, Refined on gentle clouds) (1999), Projekt: Archive
- The Trilogy (1995), Projekt: Archive - Compilation of Passage in beauty, Shadowing in sorrow and Ending Mirage
- Memories Compiled 1 (Monument of Empty Colours, Gathering in frozen beauty) (1994), Projekt: Archive - con PBK